# Pcanywhere
PcAnywhere war eine Fernwartungssoftware von Symantec, die als Teil einer Suite von Computerprogrammen oder einzeln angeboten wurde. Das Programm ermöglicht die Fernwartung von Personal Computern und Servern über ein Netzwerk oder mit Dial-Up-Verbindung per Modem. PcAnywhere ist für die Betriebssysteme DOS, Microsoft Windows, Linux, Mac OS X und Pocket PC erschienen.

## Geschichte
Die erste Version von pcAnywhere 1.0 für DOS wurde ursprünglich von Dynamic Microprocessor Associates im Jahr 1986 entwickelt. Wenige Jahre später wurde Dynamic Microprocessor Associates 1991 von Symantec erworben und das Programm wurde in Norton pcAnywhere umbenannt. Im März 1993 veröffentlichte Symantec Norton pcAnywhere 1.0 für Windows.

## Probleme
Im Januar 2012 gab Symantec als Hersteller von pcAnywhere ein Sicherheitsproblem durch Datendiebstahl im Jahr 2006 bekannt und forderte die Anwender auf, die Nutzung der Software auszusetzen, bis eine Lösung gefunden ist und ein neuer sicherer Code vorliegt, während am 7. Februar 2012 der Code bekannt geworden war und mittlerweile über das BitTorrent-Netzwerk verteilt wurde. Symantec reagierte mit einer Reihe von kumulativen Hotfixes auf pcAnywhere-Versionen 12.0.x, 12.1.x und 12.5.x. Die Hotfixes behandelten die Probleme, die nach Symantecs Einschätzung im Quelltext identifiziert wurden. Symantec hat auch Hotfixes für die pcAnywhere-Versionen 12.5.x und 12.6.x veröffentlicht, die mit Symantec Management Suites gebündelt waren. Ein vollständiger kumulativer Patch wurde als Service Pack am 11. April 2012 veröffentlicht. Symantec gab kostenlose Upgrades für alle Kunden, die über eine vorherige Version von Symantec pcAnywhere aus den späten 1990er Jahren verfügten.
Im Mai 2014 hat Symantec für pcAnywhere das Lebensende und zum 3. November 2015 das Supportende angekündigt und hat laut seiner FAQ „zurzeit keine Pläne, ein Ersatzfernbedienungsprodukt einzuführen“. Im November 2014 empfahl Symantec Endnutzern des Einzelproduktes, stattdessen als Ersatz auf das Produkt Bomgar zu wechseln. Im Paket IT Management Suite (ITMS) blieb die Funktionalität von pcAnywhere auch danach noch enthalten.